# تارو
تارو (نام علمی: Colocasia esculenta) نام یک گونه از تیره گل‌شیپوریان است.
تارو به تعدادی از گونه‌های خانواده گل‌شیپوریان گفته می‌شود که بومی مناطق شرقی شبه‌قاره هند هستند. تارو یک گیاه چندساله گرمسیری است که به عنوان یکی از سبزیجات ریشه‌ای و به منظور بهره‌برداری از غده نشاسته‌ای، برگ‌ها و دمبرگ‌هایش کشت می‌شود. این گیاه یک منبع غذایی مهم در آشپزی مناطق جنوب آسیا، اقیانوسیه و آفریقا است. تارو به عنوان یکی از نخستین گیاهان کشت‌شده به حساب می‌آید.ریشه و برگ تارو طعم فوق‌العاده ای دارد. می‌توان آن را پخت، در حالی که برگ‌ها طعم کلم دارند.